# Йона (Деспотович)
Йона II (д/н — 1574) — церковний діяч часів Великого князівства Литовського.

## Життєпис
Ймовірно походив з роду сербських деспотів, можливо Бранковичів. Звідси його прізвисько Деспотович. Про діяльність відомо замало. Значного впливу в Києво-Печерському монастирі набув наприкінці настоятельства Іларіон II через хворобу останнього. Після смерті Іларіона II київською шляхтою та ченцями монастиря обирається архімандритом (можливо за підтримки князів Вишневецьких). Згадується як архімандрит 2 квітня 1573 року.
Водночас вступив у конфлікт з костянтинівським хорунжим Яцьком Бутковичем за село Брусилів. Зрештою Буткович захопив його силою, але змушений був домовитися з Йоною II сплатою 15 кіп литовських грошей та передачею маєтку Зайковщина в обмін на Брусилів. Це рішення було підтверджено королем Генріхом I 1574 року. 
Остання згадка про Йону Деспотовича відноситься до квітня 1574 року. Невдовзі після цього Йона II помер, оскільки вже 1574 року аримандритом було затверджено Мелетія Хребтовича. Водночас київська шляхта обрала настоятелем Сильвестра Єрусалимця, який вступив у протистояння з Хребтовичем.